# Sauris mesilauensis
Sauris mesilauensis är en fjärilsart som beskrevs av Holloway 1976. Sauris mesilauensis ingår i släktet Sauris och familjen mätare. Inga underarter finns listade.